# (24909) 1997 CY28
(24909) 1997 CY28 est un astéroïde de la ceinture principale d'astéroïdes découvert en 1997.

## Description
(24909) 1997 CY28 a été découvert le 7 février 1997 à la station de Xinglong, dans la province chinoise d'Hebei (Chine), par le Beijing Schmidt CCD Asteroid Program.

### Caractéristiques orbitales
L'orbite de cet astéroïde est caractérisée par un demi-grand axe de 2,32 UA, un périhélie de 2,14 UA, une excentricité de 0,08 et une inclinaison de 7,36° par rapport à l'écliptique. Du fait de ces caractéristiques, à savoir un demi-grand axe compris entre 2 et 3,2 UA et un périhélie supérieur à 1,666 UA, il est classé, selon la JPL Small-Body Database, comme objet de la ceinture principale d'astéroïdes.

### Caractéristiques physiques
(24909) 1997 CY28 a une magnitude absolue (H) de 14,5 et un albédo estimé à 0,360.